# CAB (文件格式)
在计算机领域，CAB是微软视窗自带的压缩文件格式，它支援压缩与数字签名并在几种不同的微软安装工具中都有应用：Setup API、Device Installer、AdvPack（用于从Internet Explorer安装ActiveX组件）以及Windows Installer。
CAB文件格式与需使用三种数据压缩方法：
- DEFLATE，由ZIP文件格式的作者Phil Katz开发。
- Quantum，licensed from David Stafford, the author of the Quantum archiver.
- LZX，由Jonathan Forbes与Tomi Poutanen一起开发，在Jonathan加盟到微软时交付微软公司使用。

CAB文件扩展名也在许多安装工具中使用（如InstallShield等），但是文件格式并不相同。